# Huzarenmars
De Huzarenmars is de defileermars van het Nederlandse Wapen der Cavalerie.
De huzarenmars is vaak te horen bij het militair ceremonieel. Zo werd de mars ten gehore gebracht bij het koninklijk huwelijk van prins Willem-Alexander en Máxima Zorreguieta. Ook bij het ceremonieel van Prinsjesdag maakt de mars deel uit van het repertoire. Op 11 december 2004 vond de uitvaartdienst van Prins Bernhard plaats in de Nieuwe Kerk in Delft. In de stoet richting Delft klonk als eerbetoon aan zijn regiment, de Huzarenmars.
De mars werd in 1881 gecomponeerd door ritmeester Hendrik Karels, kapelmeester van 1e Regiment Huzaren, stamlijn van het Regiment Huzaren van Boreel. De Huzarenmars werd in 1922 aangepast door zijn zoon, A.F. Karels die Opperwachtmeester bij de cavalerie was. Voor 1922 was de mars alleen in gebruik bij de rode (Regiment Huzaren Prins Alexander) en de blauwe (Regiment Huzaren van Boreel) huzaren. De tekst werd o.a. gewijzigd in "Huzaren, oranje, rood, wit, blauw" in plaats van het alom bekende "Huzaren rood en blauw". Vanaf dat moment werd de Huzarenmars de defileermars voor alle vier de regimenten van de Nederlandse cavalerie.

## Tekst Huzarenmars 1881
Huzaren, huzaren, huzaren rood en blauw.

Huzaren, huzaren, het vaderland getrouw!

Steeds vrolijk en tevreden,

als zij goed zijn bereden.

En is het vaderland in nood,

dan staan zij pal tot in den dood.

Huzaren, huzaren, huzaren rood en blauw.

Huzaren, huzaren, het vaderland getrouw!

Voor Koningin, voor vrouw of bruid,

het zwaard daarvoor de schede uit.

En is het vaderland in nood,

dan staan zij pal tot in den dood. 

Huzaren, huzaren, huzaren rood en blauw

Huzaren, huzaren, het vaderland getrouw!

Al is hun aantal nog zo klein,

steeds zullen zij de eerste zijn.

En is het vaderland in nood,

dan staan zij pal tot in den dood.

## Tekst Huzarenmars (heden)
Huzaren, huzaren, oranje, rood wit blauw,

Huzaren, huzaren, het vaderland getrouw.

Heel rap van lijf en leden,

Een zwaard van staal gesmeden.

En is het vaderland in nood,

Wij blijven trouw tot in den dood,

En is het vaderland in nood,

Wij blijven trouw tot in den dood.

Huzaren, huzaren, oranje, rood wit blauw,

Huzaren, huzaren, het Vaderland getrouw.

Voor vaderland, vorstin en bruid,

Daarvoor het zwaard de schede uit.

Maar is het vaderland in nood,

Dan zijn wij trouw tot in den dood,

Maar is het vaderland in nood,

Dan zijn wij trouw tot in den dood.

Huzaren, huzaren, oranje, rood wit blauw,

Huzaren, huzaren, het vaderland getrouw.

Al is ons wapen nog zo klein,

Steeds zullen wij de eersten zijn.

Want is het vaderland in nood,

Wij blijven trouw tot in den dood,

Want is het vaderland in nood,

Wij blijven trouw tot in den dood.

Huzaren, huzaren, oranje, rood wit blauw,

Huzaren, huzaren, het vaderland getrouw.

Al schiet de vijand nog zo snel,

Verkennen, ja dat gaat nog wel.

Want is het vaderland in nood,

Wij blijven trouw tot in den dood,

Want is het vaderland in nood,

Wij blijven trouw tot in den dood.

## Bron
- Museum Nederlandse Cavalerie, Cavaleriemuseum
- Genealogische databank; CBG/Nationaal Archief 42103, Familie Karels/Beije, Hendrik Karels